# بزرگراه ۸۳ آسیا
بزرگراه ۸۳ آسیا که به صورت علامت اختصاری AH-83 نشان داده می‌شود، بزرگراهی است به طول ۱۷۲ کیلومتر که از قازاخ در جمهوری آذربایجان آغاز شده و در ایروان ارمنستان پایان می‌یابد. مسیر آن از جاده‌های زیر است :

## آذربایجان
- R23 جاده R23 : قازاخ - بالا کفرلی

## ارمنستان
- Մ 4 بزرگراه M4 : پاراواکار - ایروان